# Канифас
Канифас (от нидерл. kanefas — канва) — хорошая парусина, устаревшее название льняной, прочной, рельефной полосатой ткани. В России впервые такое название встречается в Уставе морском в редакции 1724 г. («Книга Устав морской о всем, что касается к доброму управлению, в бытность флота на море…»).
Из канифаса шьют мужскую и женскую одежду, иногда используется как бельевая ткань. Различали разновидности канифаса базин, базин-рояль и др. Будучи прочным, канифас пользовался успехом у городской бедноты. Изделия из канифаса назывались канифасными или канифасовыми.
Биограф А. В. Суворова Петрушевский, описывая быт генералиссимуса в ссылке, отмечает:
Носил он обыкновенно канифасный камзольчик, одна нога в сапоге, другая (раненая) в туфле; по воскресеньям и другим праздникам надевал егерскую куртку и каску; в высокоторжественные дни куртку заменял фельдмаршальским мундиром без шитья, но с орденами.
В первом абзаце первой главы поэмы Н. В. Гоголя «Мёртвые души» бричке Чичикова встречается
молодой человек в белых канифасовых панталонах, весьма узких и коротких

## Другие значения
Согласно «Таки да большому полутолковому словарю одесского языка» писателя В. Смирнова, представляющему собрание одесских идиоматических выражений, фраза «раз и на канифас» означает быстрое достижение какого-либо результата. Это выражение относится к блоку-канифас, в который закладываются быстро парусные снасти.
В этом значении канифас упоминается в песне «Двигун» Юлия Кима:
«Шторм, видимо, прокинуть хочет
Нас через канифас.
Что ж, только пусть не покурочит
Камбуз или компа́с»